# Movsas Feigins
Movsas Feigins hay Movša Feigins (28 tháng 2 năm 1908 – 11 tháng 8 năm 1950) là một kiện tướng cờ vua người Latvia.

## Tiểu sử
Movsas Feigins sinh ra tại Dvinsk (trước đây thuộc Đế chế Nga, nay là Daugavpils, Latvia). Ông vô địch tại Riga 1930 và là nhà Nhà Vô địch Latvia năm 1932 (sau một trận đấu play-off). Năm 1932, ông đồng hạng 3-5 tại Riga (Vladimirs Petrovs vô địch giải này). Năm 1936-37, ông đồng hạng 4-5 tại Hastings (Alexander Alekhine vô địch). Năm 1937, ông đồng hạng 15-16 tại Giải Cờ vua Kemeri 1937 (Salo Flohr, Petrovs và Samuel Reshevsky vô địch), đứng thứ 2 ở Brussels (Alberic O'Kelly de Galway vô địch), đứng thứ 3, sau Petrovs và Fricis Apšenieks ở Giải Vô địch Cờ vua Latvia và đứng thứ 2 ở Riga (Paul List vô địch). Tháng 3 năm 1939, ông đứng hạng 6 tại Kemeri-Riga (Flohr vô địch).
Feigins tham dự 5 Olympiad Cờ vua chính thức cho Latvia. Ông cũng tham dự Olympiad Cờ vua thứ 3 (không chính thức) tại Munich 1936.
| Thời gian  | Olympiad Cờ vua              | Địa điểm     | Bàn | Thành tích |
| ---------- | ---------------------------- | ------------ | --- | ---------- |
| 7 - 1930   | Lần thứ 3                    | Hamburg      | 3   | +6 –5 =6   |
| 7 - 1931   | Lần thứ 4                    | Prague       | 4   | +8 –5 =2   |
| 7 - 1933   | Lần thứ 5                    | Folkestone   | 3   | +6 –2 =6   |
| 8 - 1935   | Lần thứ 6                    | Warsaw       | 3   | +7 –5 =5   |
| 8/9 - 1936 | Lần thứ 3 (không chính thức) | Munich       | 3   | +12 –2 =5  |
| 8/9 - 1939 | Lần thứ 8                    | Buenos Aires | 3   | +10 –4 =5  |

Tháng 9 năm 1939, khi Chiến tranh Thế giới II nổ ra, Feigins, cùng với rất nhều kỳ thủ tham dự Olympiad Cờ vua thứ 8 quyết định ở lại Argentina.
Tháng 3 năm 1941, Feigins đồng hạng 6-8 tại Giải Cờ vua Mar del Plata 1941 (Gideon Stahlberg vô địch). Năm 1946, ông đứng thứ 3 tại Buenos Aires (La Roge). Ông mất tại Buenos Aires.

## Trận đấu đáng chú ý
- Einar Thorvaldsson (ISL) vs Movsas Feigins, Folkestone 1933, 5th Olympiad, King's Indian, E90, 0-1
- Movsas Feigins vs Endre Steiner (HUN), Munich (ol) 1936, Nimzo-Indian, Classical, E38, 1-0 Lưu trữ ngày 27 tháng 9 năm 2007 tại Wayback Machine
- Milan Vidmar vs Movsas Feigins, Hastings 1936/37, Queen's Gambit Declined, Orthodox Defense, Classical, D68, 0-1
- Karlis Ozols vs Movsas Feigins, Kemeri 1937, English Opening, A13, 0–1
- Movsas Feigins vs László Szabó, Kemeri–Riga 1939, Grünfeld Defense, Russian Variation, D97, 1-0
- Movsas Feigins vs Markas Luckis (LTU), Buenos Aires 1939, 8th Olympiad, Nimzo-Indian, Classical, E33, 1-0 Lưu trữ ngày 27 tháng 9 năm 2007 tại Wayback Machine
- Movsas Feigins vs Erich Eliskases, Mar del Plata 1941, Nimzo-Indian, Classical, E33, 1/2-1/2